# Sangalopsis velutina
Sangalopsis velutina är en fjärilsart som beskrevs av W. Warren 1904. Sangalopsis velutina ingår i släktet Sangalopsis och familjen mätare. Inga underarter finns listade.